# プシュカル
プシュカル(ヒンディー語: पुष्कर)はインド、ラジャスターン州、アジュメール県にある街である。アジュメールの北西14キロ、標高平均510メートルに位置し、敬虔なヒンドゥー教徒にとっての5大巡礼地のひとつとなっている。プシュカルはティルサ・ラージ（Tirth Raj）、「巡礼地の王様」と呼ばれ、近年外国人旅行者の目的地としても人気が高まっている。
また、プシュカルはインドに存在する最も古い街のひとつでもある。プシュカル湖の湖畔に拡がるこの街がいつできたのかはわかっていないが、神話ではブラフマーがこの街の誕生に関わっていると語られる。一方でプシュカルには多くの寺院があるが、ほとんどはそれほど古いものではない。この地域は12世紀から始まるムスリム・コンクエストの影響を受けており、その際に多くのヒンドゥー寺院が破壊されたためである。この時に破壊された寺院は後に再建されている。プシュカルで最も有名な寺院はブラフマー寺院であり、14世紀に建てられたものである。プシュカルの他にはブラフマーを祀る寺院は数えるほどしかない。その理由に関しては神話の項を参照。
プシュカルは毎年11月に開催されるラクダ祭りでも有名である。

## 語源
「プシュカル」はサンスクリット語で「青い蓮の花」を意味する。神話では、神々が蓮の花を咥えた白鳥を放ち、白鳥が蓮を落とした場所をブラフマー神がヤグナ（供儀）を行う場所と決めた。この蓮の花が落ちた場所がプシュカルと呼ばれるようになった。このエピソードにはいくつかバラエティがある。さらには語源に関しては他にも諸説存在する。

## 神話
プシュカルの湖、プシュカルの街に関してはいくつかの神話に触れられている。
妻であるサティが死んだときに、シヴァ神の流した涙が2つの池を作った。ひとつはパキスタン、チャクワル県、コア・サイダンシャーの近くにあるカタス・ラージ寺院の池であり、もう一つがプシュカルの湖である。
ある時ブラフマーが大ヤグナを行う場所を探していると、誂え向きのこの地を見つけた。しかしこの地は長いこと悪魔ヴァシュラナシュ（Vajranash、あるいはヴァジュラナーバ）に苦しめられている場所であり、そのことを知ったブラフマーは蓮の花の上に立ちマントラを唱え、ヴァシュラナシュを退治した。その際に3枚の花びらが落ち、花びらが落ちた3カ所は後にジャイシュタ（Jyaistha）、マディヤ（Madhya）、カニスタ・プシュカル（Kanistha Pushkar）として知られるようになった。その後にブラフマーはこの地を悪魔から守るためにヤグナを行った。その際にブラフマーの妻であるサヴィトリがアフチ（ahuti、供え物）を捧げる必要があったが折り悪くその場に居なかったため、代わりにグジャール族の少女ガヤトリがブラフマーと結婚し、ヤグナに参加した。ブラフマーの第一夫人であるサヴィトリはこのことに激怒。彼女は、ブラフマーはプシュカル以外では崇拝されなくなるという呪いをかけた。ブラフマー寺院では現在でもグジャール族のコミュニティから僧侶を出しており、彼らはボパス（Bhopas）という呼び名で知られている。